# Ctenochaetus strigosus
Ctenochaetus strigosus és una espècie de peix pertanyent a la família dels acantúrids.

## Descripció
- Pot arribar a fer 14,6 cm de llargària màxima.
- 8 espines i 25-28 radis tous a l'aleta dorsal i 3 espines i 22-25 radis tous a l'anal.
- Cap de color blau amb taques petites.[3]

## Alimentació
Menja detritus.

## Hàbitat
És un peix marí, associat als esculls i de clima tropical (21 °C-27 °C; 30°N-30°S) que viu entre 1 i 113 m de fondària.

## Distribució geogràfica
Es troba al Pacífic oriental central (les illes Hawaii i l'atol Johnston) i l'occidental central (Austràlia).

## Costums
És bentopelàgic, solitari i principalment diürn.

## Observacions
N'hi ha informes d'intoxacions per ciguatera.